# Yvette Lundy
Yvette Lundy   (Oger, 22 d'abril de 1916 - Épernay, 3 de novembre de 2019) fou una resistent francesa, arrestada i després deportada als camps de concentració de Ravensbrück i de Buchenwald.

## Biografia

### De la Primera Guerra Mundial a la Segona
Yvette Lundy va néixer en una família de pagesos originaris de Beine, a prop de Reims, actualment Beine-Nauroy Prové d'una família nombrosade dues germanes (Berthe i Marguerite) i quatre germans (André, René, Georges i Lucien). Durant la Primera Guerra Mundial la seva família es va veure obligada a fugir del poble, que es trobava aleshores a les primeres línies de les batalles de Xampanya, i es va establir durant la guerra a Oger.
Després de créixer a Beine, Yvette Lundy va tornar al seu poble natal com a professora. El 1938 va ocupar el seu càrrec a Gionges, on també va ser secretària de l'ajuntament.
El maig de 1940, durant l'Èxode, va deixar el departament per tornar-hi el juliol de 1940.

### La Resistència
Sota l'Ocupació, proporciona documents falsos i cartilles de racionament, especialment a presoners escapats del camp de Bazancourt, així com una família jueva a petició d'un amic que treballava a París.
Ofereix allotjament per a treballadors refractaris al servei laboral obligatori, resistents perseguits i tripulacions aliades que rebien el suport de la xarxa d'escapament Possum.

### La deportació
El 19 de juny de 1944, Yvette va ser arrestada a Gionges. Per protegir els seus germans i germanes René, Lucien, Georges i Berthe, que també participen en la Resistència, fa creure, durant els interrogatoris, que és filla única. És encarcerada a la presó de Châlons-sur-Marne, i després enviada al camp de Romainville.
Després el 18 de juliol de 1944 va ser deportada com a resistent a Neue Bremm, i després a Ravensbrück on porta el número 47.360.
El 16 de novembre de 1944 va ser traslladada a Buchenwald, amb el número 208, on va ser assignada al Kommando de Schlieben.
Va ser alliberada el 21 d'abril de 1945 per l'Exèrcit Roig. Després d'una marxa d'almenys dos-cents quilòmetres, Yvette Lundy i el seu grup de deportats aconsegueixen arribar a Halle, des d'on són repatriats a París en avió fins a Bourget el 8 de maig de 1945, abans de ser acollits a l'Hôtel Lutetia.

### Una memòria de la Resistència i la deportació
Des d'aleshores, Yvette Lundy es va convertir en una gran figura de la Resistència de Marne. Des de 1959 es va dedicar a transmetre la memòria de la Resistència i la deportació. Continuà testimoniant fins al final de la seva vida, particularment amb els joves, particularment en el context del Concours national de la résistance et de la déportation.
És autora de Le fil de l'araignéela història de la seva vida, publicada el 2012
Va inspirar a Tony Gatlif el personatge de Mademoiselle Lundi en el seu film Korkoro, amb Marc Lavoine i Marie-Josée Croze, estrenat el 2009.
Yvette Lundy morí a Épernay el 3 de novembre del 2019.

## Condecoracions
- Creu de Guerra 1939-1945
- Medalla de la Resistència amb rosseta
- Gran Oficial de la Legió d'Honor el 14 d'abril del 2017.[7][8]

## Publicació
- Yvette Lundy. Laurence Boisson-Barbarot. Le fil de l'araignée. Itinéraire d'une résistante déportée marnaise (en francès).  LB-com, 2012 (Book & Mystère). ISBN 979-1090911017.